# Bjørn Nørgaard
Bjørn Nørgaard (21 de maig de 1947, Copenhaguen) és un artista danès que ha influït notablement l'art del seu país amb les seves escultures, performance i happening. Tot i que des de 1970 aquest és el seu principal camp de treball, una gran obre són els tapissos dissenyats per a la reina Margarida II. Fou professor de l'Acadèmia Reial de Belles Arts de 1985 a 1994. Treballa a la localitat de Bissinge, a l'illa de Møn. Entre les seves influències trobem l'alemany Joseph Beuys.

## Exposicions

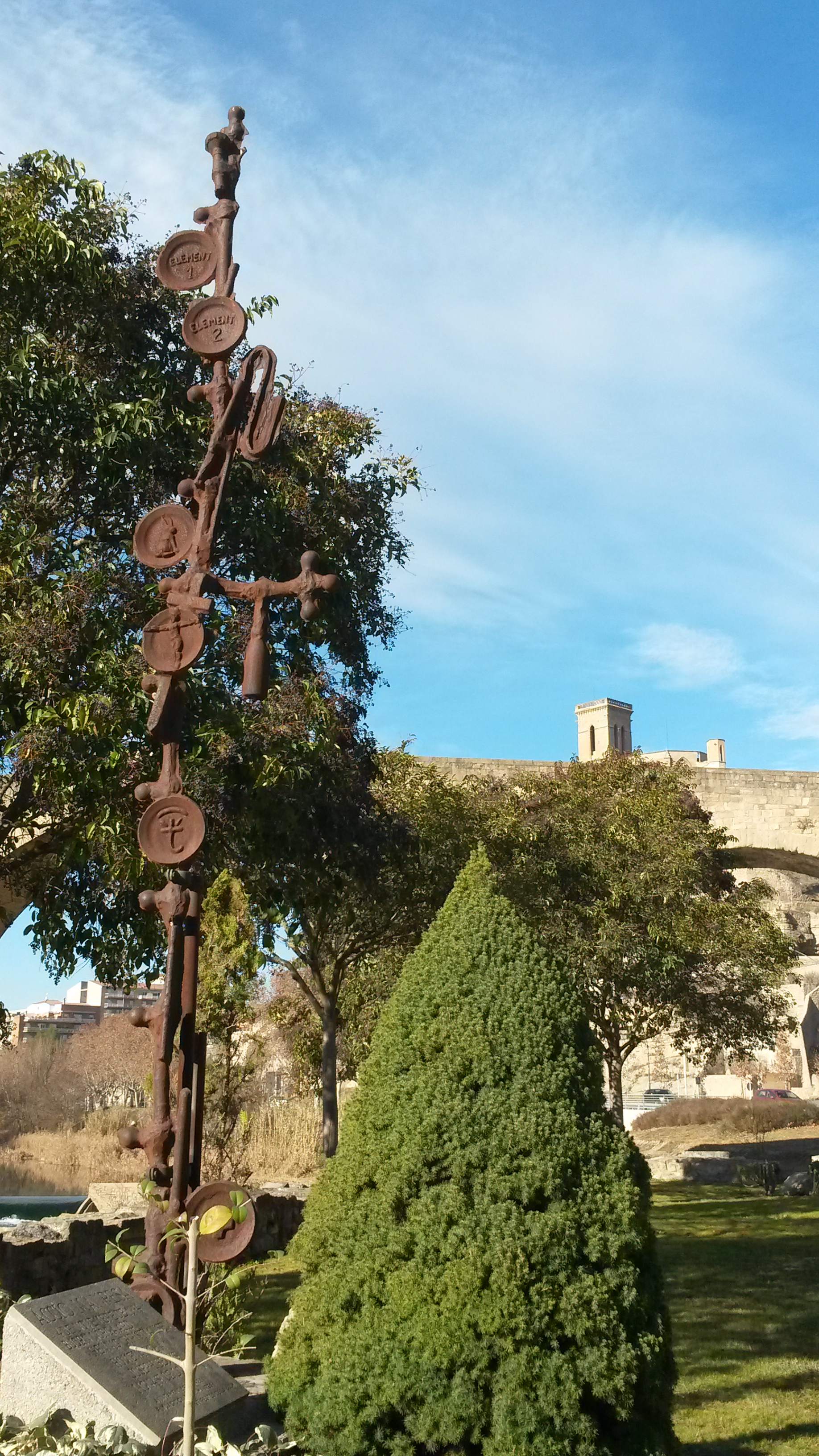
Creu de l'escultor, a l'entrada de Manresa, inspirada en l'espiritualitat d'Ignasi de Loiola.

- Statens Museum for Kunst: Venus mirrors mirrors Venus (2005).[3]
- Køge Art Museum: Sketches for Queen Margrethe's tapestries.[4]
- Chemnitz, Alemanya, 2009: Bjørn Nørgaard - Kunstsamlungen Chemnitz.[5]